# Skulduggery Pleasant
Skulduggery Pleasant è il romanzo di debutto dello scrittore irlandese Derek Landy, pubblicato per la prima volta nel 2007. È il primo libro di una serie che, secondo le previsioni dell'autore, dovrebbe alla fine contare ben nove volumi.
Il romanzo di Landy mescola il genere horror con la commedia e il fantasy, e racconta le avventure di Skulduggery Pleasant, uno scheletro detective dotato di poteri magici che, con l'aiuto della giovane Stephanie e altri alleati, combatte un potente e crudele stregone intenzionato a dominare il mondo.

## La trama
Gordon Edgely, un noto romanziere, muore lasciando in eredità alla nipote Stephanie la sua vecchia magione e una discreta somma di denaro guadagnata con la vendita dei suoi libri. Alla lettura del testamento di Gordon è presente uno strano uomo che indossa un cappotto marrone, un enorme cappello, degli occhiali da sole e una sciarpa sul volto. Stephanie decide di trascorrere da sola una notte nella casa ereditata dallo zio, e qui viene attaccata da un singolare individuo che le intima di consegnargli la "chiave". Quando Stephanie subisce l'aggressione, il misterioso uomo col cappotto marrone (presente anche al funerale di Gordon) arriva in soccorso della ragazza e sconfigge l'aggressore scagliandogli addosso delle palle di fuoco generatesi dalle sue mani. Nella foga della lotta, il soccorritore perde i suoi indumenti rivelando il proprio aspetto: uno scheletro le cui ossa sono tenute insieme dalla magia. Il suo nome è Skulduggery Pleasant, un detective dotato di poteri magici.
Skulduggery rivela a Stephanie che suo zio è stato assassinato e le propone di aiutarlo nelle indagini per scoprire chi lo abbia ucciso. Skulduggery e Stephanie scoprono gradualmente che dietro quell'omicidio si cela qualcosa di terribile: un grandioso piano per dominare il mondo. Lo zio di Stephanie aveva infatti scoperto un'antica arma usata dai primi stregoni, chiamati "Antichi", per sconfiggere le loro crudeli divinità, note come "Senza Faccia". Gordon aveva nascosto quest'arma, chiamata "lo scettro degli Antichi", in un labirinto costruito sotto le fondamenta della magione accessibile solo per mezzo della chiave, ossia la spilla ereditata dai parenti di Stephanie.
Stephanie e Skulduggery, aiutati dal potente sarto Ghastly, dalla spadaccina Tanith Low e dall'uomo più forte del mondo, Mr Bliss, cercano di impedire al crudele Nefarian Serpine di impossessarsi dello scettro. Serpine un tempo aveva servito il mago Mevolent, che aveva dato vita a una guerra all'interno della comunità dei maghi, con lo scopo di diventare il sovrano indiscusso del mondo. Skulduggery si era opposto a Mevolent in questa guerra centinaia di anni prima, quando era ancora un mago in carne e ossa, ed era stato catturato con una trappola da Serpine insieme alla moglie e al figlio. Dopo aver assistito all'assassinio dei suoi cari, Skulduggery era stato torturato per giorni, fino al sopraggiungere della morte. Il suo odio per Serpine gli aveva però dato il potere di tornare dall'oltretomba sotto forma di scheletro per completare la guerra che aveva iniziato.
Con l'aiuto di Stephanie, Skulduggery sconfigge Serpine usando lo scettro, che finirà poi per essere distrutto. Skulduggery offre poi a Stephanie la possibilità di diventare sua assistente, nonché studentessa di magia; Stephanie, che durante questa avventura ha scoperto che la sua famiglia discende direttamente dagli Antichi, accetta.

## Premi e riconoscimenti
Skulduggery Pleasant ha vinto il "Red House Children's Book Award", il "Bolton Children's Book Award" e lo "Staffordshire Young Teen Fiction Award".